# Roye (Somme)
Roye ist eine französische Gemeinde mit 5748 Einwohnern (Stand 1. Januar 2022) im Département Somme in der Region Hauts-de-France. Sie gehört zum Arrondissement Montdidier und ist Hauptort des Kantons Roye.

## Geographie
Roye liegt an der Avre, einem Nebenfluss der Somme in den reichen Ebenen von Santerre an der A1 je 100 km entfernt von Paris und Lille.

## Bevölkerung
| 1936 | 1942 | 1962 | 1968 | 1975 | 1982 | 1990 | 1999 | 2006 |
| 4956 | 4390 | 4912 | 5211 | 6265 | 6650 | 6333 | 6522 | 6268 |

(ab 1962 Zahlen von INSEE; ohne Zweitwohnsitze)

## Geschichte
Roye ist einer der Kernorte der historischen französischen Landschaft Santerre, die später Teil der Picardie wurde. Hier starb am 21. Januar 1330 Johanna II. Pfalzgräfin von Burgund, Gräfin von Artois und Herrin von Salins aus eigenem Recht, sowie durch ihre Ehe mit Philipp V. Königin von Frankreich.
Der französische Revolutionär und Frühsozialist Fr. Noel „Gracchus“ Babeuf (1760–1797)  war vor der Revolution in Roye als Landmesser tätig.
Während des Zweiten Weltkriegs befand sich einige Kilometer weiter südlich bei Amy der militärisch genutzte Flugplatz Roye-Amy.

## Sehenswürdigkeiten
- Kirche Saint-Pierre: im 12. Jahrhundert erbaut, um 1535 erneuert; erlitt im Ersten Weltkrieg schwere Zerstörungen und wurde 1930 wiedererbaut, wobei der aus dem 12. Jahrhundert stammende Chor sowie die bemalten Glasfenster des 16. Jahrhunderts restauriert wurden

## Städtepartnerschaften
Roye unterhält mit der deutschen Gemeinde Wedemark seit März 1984 eine Städtepartnerschaft.

## Söhne und Töchter der Gemeinde
- Charles Jeunet Duval (1751–1828), französischer Botaniker
- Victorine Eudes (1848–1881), Kommunardin